# 478 Tergeste
478 Tergeste là một tiểu hành tinh ở vành đai chính. Nó được Luigi Carnera phát hiện ngày 21.9.1901 ở Heidelberg và được đặt theo tên tiếng Latinh của thành phố Trieste, (Ý)